# Hyposidra talaca
Hyposidra talaca är en fjärilsart som beskrevs av Walker 1860. Hyposidra talaca ingår i släktet Hyposidra och familjen mätare. Inga underarter finns listade i Catalogue of Life.

## Bildgalleri

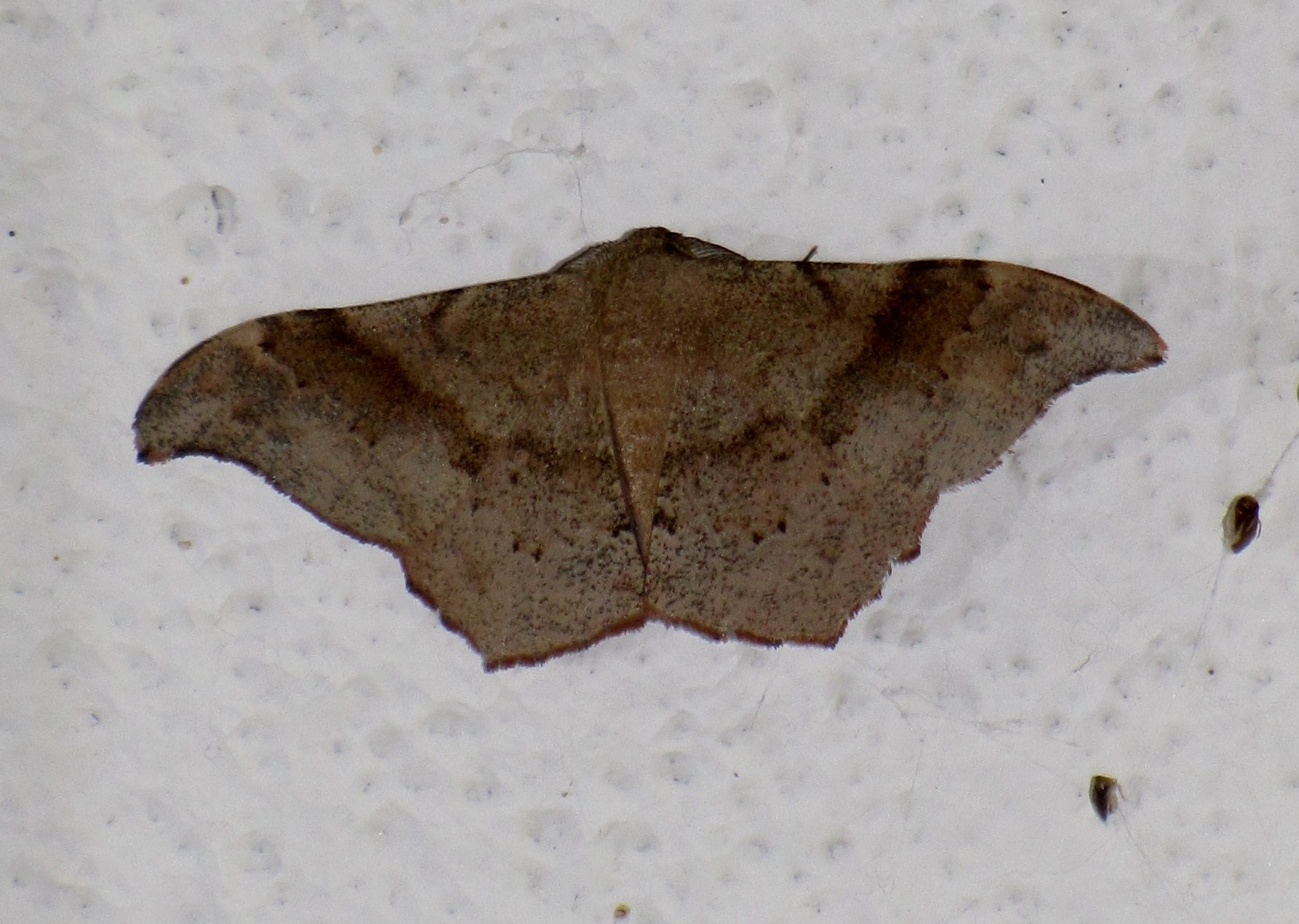
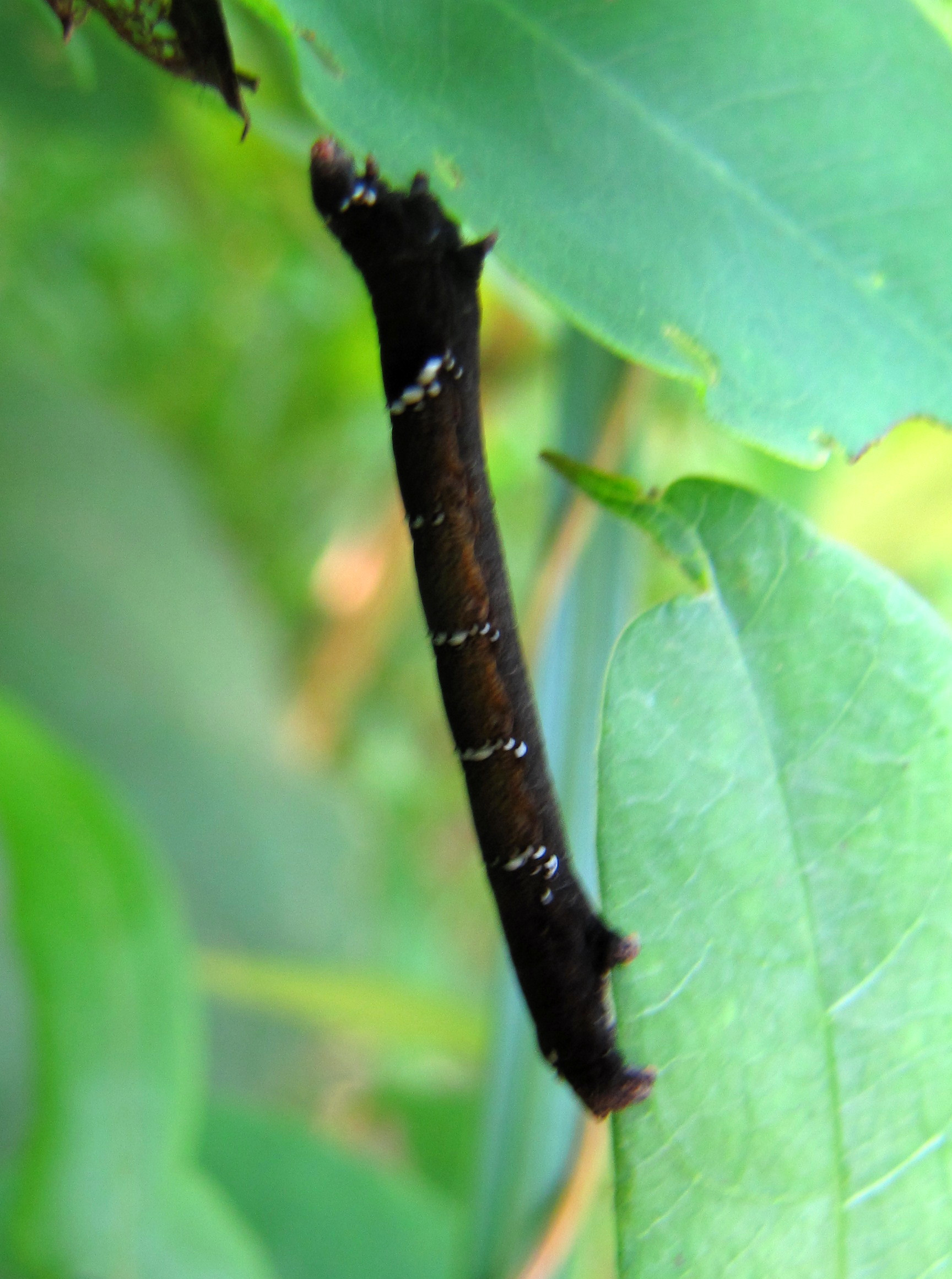